# ディルケ世界地図帳
ディルケ世界地図帳（ディルケせかいちずちょう、ドイツ語: Diercke Weltatlas）は、1883年以来、ドイツ全土で用いられてきた学校教育用の地図帳で、ヴェステルマン出版が版元となっている。同社の説明によれば、歴代の版には以下のような内容が含まれている。
Schulatlas – über alle Teile der Erde（学校地図帳 - 大地の全地域）
- カール・ディルケ（ドイツ語版）とエデュアルト・ゲブラー（ドイツ語版）により、1883年に初版出版。

副題は、Zum geographischen Unterricht in höheren Lehranstalten（高等教育における地理教育用）。
主要な地図 54点、補助地図 132点、46ページ、ほぼ正方形 (34 × 36 cm; ~1:1.05) で、表紙は茶色。
Diercke Schul-Atlas – für höhere Lehranstalten（ディルケ学校地図帳 - 高等教育用）
- 1895年、カール・ディルケとエデュアルト・ゲブラーによる第31版で、最初の改訂がおこなわれ、主要な地図 152点、補助地図 149点、148ページで、縦長 (~1:1,6) で、表紙は茶色となった。
- 1911年、カール・ディルケとパウル・ディルケ（ドイツ語版）による第48版で大幅な改訂がおこなわれ、地図350点、156ページ、表紙は茶色となった。

Diercke Schulatlas – für höhere Lehranstalten（ディルケ学校地図帳 - 高等教育用）
- 1932年、パウル・ディルケによる大改訂が完了した第72版（通称「Grosze Ausgabe」）が、164ページ、表紙は茶色で出た。

Diercke Weltatlas（ディルケ世界地図帳） - 副題はない
- 1950年、リヒャルト・デーメルによって戦後最初となる第84版の出版がおこなわれ、地図300点以上、142ページ、縦長 (~1:1,65)、表紙は緑色となった。
- 1957年、「begründet von C. Diercke, fortgeführt von R. Dehmel（C・ディルケが創始し、R・デーメルが継続している）」と記された第89班が根本的な改変をおこない、従来より幅の広いDIN C4の規格に近い体裁が採用され、地図 400点以上、148ページ、縦長 (23½ × 34 cm; ~1:1,45)、表紙は茶色となった。
- 1974年、フェルディナント・メイヤー (Ferdinand Mayer) による第185版が基本的に新しい内容となり、地図・図解500点、200ページ、縦長 (~1:1,4)、表紙は青色となった。
- 1988年、ウルフ・ザーン (Ulf Zahn) による大改訂版の初版が出て、地図・図解400点、235ページ、縦長 (~1:1,28)、表紙は暗い青色となった[2]。
- 2002年、トマス・ミヒャエル (Thomas Michael) が内容を更新し、改訂を加えた第5版が出て、239ページ、縦長 (~1:1,28)、表紙は暗い青色となった。
- 2008年、トマス・ミヒャエルによる全面的な改訂版の初版が出て、地図・図解460点、252ページ、縦長 (~1:1,28)、表紙は青色となった。
- 2015年、トマス・ミヒャエルによる全面的な改訂版の初版が出て、地図・図解510点、320ページ、縦長 (~1:1,28)、表紙は青色となった。